# تپه تازنگ (بابا وزیر)
تپه تازنگ (بابا وزیر) مربوط به دوران‌های تاریخی پس از اسلام است و در شهرستان باغملک، روستای تازنگ سویلی واقع شده و این اثر در تاریخ ۲۷ مرداد ۱۳۶۴ با شمارهٔ ثبت ۱۶۹۳ به‌عنوان یکی از آثار ملی ایران به ثبت رسیده است.